# آبشار یونیون
آبشار یونیون (به انگلیسی: Union Falls) آبشاری است که در پارک ملی یلوستون، وایومینگ، ایالات متحده آمریکا واقع شده و ارتفاع کلی ریزشگاه آن ۲۵۰ فوت (۷۶ متر) است.